# آچا-قائیندی
آچا-قائیندی (به لاتین: Acha-Kayyngdy) یک روستا در قرقیزستان است که در شهرستان ات‌باشی واقع شده‌است. آچا-قائیندی ۵٬۱۸۱ نفر جمعیت دارد.